# ラビトナンギ
ラビトナンギ (ロシア語: Лабытнанги；ハンティ語：лапыт нангк；ネネツ語：Лабытнаӈгыт')とは、ロシア連邦ヤマロ・ネネツ自治管区ラビトナンギ都市管区にある都市。同都市管区の中心地。人口は26,281人(2017年)。オビ川の河岸に位置する。